# 基廷山
81°0′S 156°34′E / 81.000°S 156.567°E
基廷山（英語：Keating Massif）是南極洲的山體，位於奧次地，處於伯德冰川源頭以南，屬於邱吉爾山脈的一部分，長20公里，海拔高度2,370米，現時由南極條約體系管理。